# Antiochos II.
Antiochos II. Theos (altgriechisch Ἀντίοχος Θεός Antíochos Theós; * 286 v. Chr.; † 246 v. Chr.) war ein Herrscher des Seleukidenreichs als Nachfolger seines 261 v. Chr. gestorbenen Vaters Antiochos I. Soter. Seine Mutter war Stratonike, die Tochter des Demetrios I. Poliorketes.

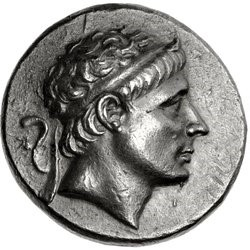
Münzporträt des Antiochos II.

Antiochos erbte den Staat inmitten des zweiten syrischen Krieges mit Ägypten, der entlang der Küsten von Asia Minor ausgetragen wurde. Antiochos unternahm Versuche, in Thrakien Fuß zu fassen. Während des Kriegs wurde ihm von den Milesern der Beiname Theos (Griechisch für „Gott“) verliehen, nachdem er sie von der Tyrannei des Timarchos befreit hatte. Er konnte sich im Bund mit Rhodos und Antigonos II. Gonatas weitestgehend in Kleinasien gegen Ägypten durchsetzen. Das zuvor verloren gegangene Ephesos und Kilikien wurde zurückgewonnen.
In Baktrien erhob sich 255 sein Satrap Diodotos und wurde zum Gründer des Gräko-Baktrischen Königreichs, das sich bis 180 v. Chr. bis nach Indien ausdehnte, wo es das Gräko-Indische Königreich (180 v. Chr.–1 v. Chr.) bildete. Um 250 revoltierte Arsakes I. in Parthien, was zum Verlust dieser Provinzen führte.
In dieser Zeit schloss Antiochos Frieden mit Ptolemaios II. von Ägypten, wodurch der Zweite Syrische Krieg beendet wurde. Er verstieß seine Frau Laodike und heiratete Ptolemaios’ Tochter Berenike, um den Vertrag zu besiegeln. 246 hatte Antiochos jedoch Berenike und ihren kleinen Sohn in Antiochia gelassen, um in Asia Minor erneut mit Laodike zu leben.
Lediglich die Syriake des Apian aus Alexandria (aus dem 2. Jh. n. Chr.) behaupten Laodike habe ihren Exmann vergiftet und spricht von „Gattenmord“; daher ist diese Theorie höchst umstritten. Nach dem Tod Antiochos II. entbrannte ein Streit über dessen Nachfolge. Laodike behauptete, Antiochos habe noch auf dem Totenbett ihrem gemeinsamen Sohn Seleukos II. Kallinikos die Herrschaft übertragen, und wollte diesen nun zum neuen König krönen. Um die Frage der Nachfolge entbrannte ein heftiger Streit, der in einen Krieg mündete, in dessen Verlauf Ptolemaios III. seine kurz zuvor getötete Schwester Berenike rächte und Laodike tötete.
Gemäß dem 13. Großen Edikt des Ashoka sandte der indische König um 250 „Religionsbeauftragte“ (dharmamahāmātra) auch ins Reich des Antiochos. Wie weit diese „Religion“ mit dem Buddhismus seiner Zeit übereinstimmte, ist fraglich.
Aus seiner ersten Ehe mit seiner Cousine Laodike hatte er vier Kinder:
- Seleukos II.;
- Antiochos Hierax;
- Stratonike, ⚭ König Ariarathes III. von Kappadokien;
- Laodike, ⚭ Mithridates II. von Pontos.

Mit seiner zweiten Ehefrau Berenike hatte er einen Sohn, der mit seiner Mutter von Laodike ermordet wurde.